# Омельчук Роман Юстинович
Омельчук Роман Юстинович (нар. 3 серпня 1943, село Лопавше, Демидівський район, Рівненська область) — український політик. Народний депутат України. Голова Рівненської обласної організації Української селянської демократичної партії (з 06.2001 р.). Проживає в м. Рівне.

## Життєпис
Народився 3 серпня 1943 року в селі Лопавше, Демидівський район, Рівненська область.
Харківський політехнічний інститут (1960–1965), інженер-механік, «Турбінобудування».
Володіє англійською мовою.
03.2006 кандидат в народні депутати України від Народного блоку Литвина, № 422 в списку. На час виборів: пенсіонер, член УСДП.
Народний депутат України 2 скликання з 04.1994 (2-й тур) до 04.1998, Замковий виборчий округ № 334, Рівненської обл. Голова підкомітету з ядерної безпеки та ядерного паливного циклу Комітету з питань ядерної політики та ядерної безпеки. На час виборів: МП «Калина» (м. Рівне), інженер; член НРУ.
- 1966–1978 — від майстра до головного інженера управління, на будівництві електростанцій в Казахстані.
- З 1978 — на будівництві Рівненської (до 1990 — начальник турбінного цеху) і Хмельницької АЕС (1986–1987); старший виконроб, Західно-Українське монтажне управління, трест «Південтеплоенергомонтаж».

Один з організаторів перших організацій «Просвіти» і НРУ в Рівненській області.
- З 04.1990 — депутат, Рівненська обласна рада нар. деп.;
- 1990-04.1992 — голова, виконком Кузнецовської міськради, Рівненська обл.
- 04.-10.1992 — 1-й заступник глави, Рівненська облдержадміністрація. Потім інженер, МП «Калина».

1-й заступник голови УСДП (до 2000).

## Сім'я
- Батько Юстин Михайлович (1906–1964) — учитель, член ОУН-УПА, репресований 1939 р. (Береза Картузька, Польща), після війни засуджений на 25 років, у 1956 амністований;
- Мати Надія Андріївна (1914–2003) — домогосподарка;
- Дружина Маркевич Марія Іванівна (1963) — юрист, викладач інституту;
- Дочка Омельчук Олеся (1974) — н.п.;
- Син Омельчук Юстин (1992) — з 2010 студент Рівненського Національного університету водного господарства;
- Дочка Маркевич Яна (1984) — студентка Національного університету «Києво-Могилянська академія»[3].

## Джерело
- Довідка [Архівовано 5 березня 2016 у Wayback Machine.]